# Karen Thisted
Karen Thisted (født 31. juli 1946, død 16. marts 2020 i København) var en dansk journalist, tidl. redaktionschef på Ekstra Bladet og forfatter til flere bøger, bl.a. bestselleren Det skal mærkes at vi lever, en interviewbog med Benny Andersen og Johannes Møllehave.
Karen Thisted var desuden kendt for at stå bag Go' morgen Danmark og Eleva2ren på TV 2.
I juni 2006 blev Karen Thisted udnævnt til særlig rådgiver (spindoktor) for familie- og forbrugerminister Lars Barfoed, der igennem lang tid havde haft masser af plads i rampelyset på grund af problemerne omkring bl.a. fødevarestyrelsens kritiserede opsyn med kødgrossisters opbevaring af for gammelt kød.
Fra 31. august 2009 til december 2010 var hun medvært på P3-programmet Den Løse Kanon sammen med Huxi Bach. Fra 2011 fortsatte Karen Thisted sit samarbejde med Huxi Bach hos Ekstra Bladet, hvor de sammen havde et ugentligt program, der blev transmitteret på Ekstra Bladets hjemmeside.
De har også lavet programmet Økonomi for Dummies, der i otte episoder gennemgik en række økonomiske begreber.

## Hæder
I 2012 modtog hun Årets Otto – hædersprisen i den danske tv-branche ved TV Prisen.

## Privatliv
Hun var datter af tidligere borgmester P. Thisted Knudsen, Ringsted. Hun har været gift med en tidligere vært på TV-Avisen, Ole Thisted.
Karen Thisted er stedt til hvile på Frederiksberg Ældre Kirkegård.

## Bogudgivelser
- Erik Balling: manden med de største succeser i dansk film (1996) ISBN 87-7553-555-6
- Du skal ikke lade dig nøje – nære venner skriver til Jane (red.) (1999) ISBN 87-7901-074-1
- Hjælp når du skal skilles (med Lisbet Dahl) (2002) ISBN 87-14-29816-3
- At overkomme livet (med Lisbet Dahl) (2003) ISBN 87-7901-095-4
- Det skal mærkes at vi lever (2003) ISBN 87-567-6943-1
- Du har rørt ved mit hjerte (2005) ISBN 87-567-7372-2
- Tsunami – en personlig beretning, TV2 2007
- Når verden går i stå – min mand blev skudt i Sydafrika, TV2 2008
- Er vi de eneste normale her?, Politikens Forlag 2008 (medforfatter: Mette Fugl)
- Du skal ikke tro du er noget – men det hjælper med flot hår, Politikens Forlag 2009
- Vikingen & Kameldriveren, Politikens Forlag 2009 ISBN 978-87-567-8691-1

## Filmografi
- Mafiaen - det er osse mig! (1974)
- Mormors bordel (2011) med Susanne Bjerrehuus
- Økonomi for Dummies (2014) med Huxi Bach